# Grand Gedeh County
Grand Gedeh County är en region i Liberia. Den ligger i den östra delen av landet, 290 km öster om huvudstaden Monrovia. Antalet invånare är 148 061. Arean är 10 484 kvadratkilometer. Dess regionhuvudort är Zwedru. Grand Gedeh County delas in i tre distrikt: Gbazohn, Konobo och Tchien.